# Los alabarderos de la Casa Real
Los alabarderos de la Casa Real (título original en inglés, The Yeomen of the Guard) es una ópera del Savoy, con música de Arthur Sullivan y libreto en inglés de W. S. Gilbert. Se estrenó en el Teatro Savoy de Londres el 3 de octubre de 1888, y llegó a las 423 representaciones. Esta fue la undécima colaboración de las catorce entre Gilbert y Sullivan.
La ópera se ambienta en la Torre de Londres, durante el siglo XVI, y es la más oscura, y quizá la más atractiva emocionalmente, de las óperas del Savoy, acabando con un personaje principal con el corazón roto y dos compromisos muy reticentes, en vez de las habituales bodas múltiples. El libreto contiene considerable humor, pero la típica sátira de Gilbert y las desordenadas complicaciones de la trama están atenuadas en comparación con otras óperas de Gilbert y Sullivan. El diálogo, aunque está en prosa, es casi shakespeariano, o de estilo inglés moderno temprano.  
Los críticos consideran que la partitura es la mejor de Sullivan, incluyendo su obertura, que es en forma sonata, más que escrita como un popurrí secuencial de baladas de la ópera, como en la mayor parte de las otras oberturas de Gilbert y Sullivan. Esta es la primera ópera del Savoy que usó la orquesta más amplia de Sullivan, incluyendo un segundo fagot y un tercer trombón. La mayor parte de las óperas posteriores de Sullivan, incluyendo aquellas no compuestas con Gilbert como libretista, usan esta orquesta más grande.
Esta ópera rara vez se representa en la actualidad; en las estadísticas de Operabase no aparece entre las óperas representadas en el período 2005-2010.